# Vivir Sin Miedo World Tour
Vivir Sin Miedo  World Tour es una gira mundial de la cantante española-ecuatoguineana Concha Buika, en la que promociona su nuevo álbum musical: Vivir sin miedo.

## Repertorio

### Lista de canciones del disco
- Vivir sin miedo
- Si volveré
- Carry your own weight (feat. Jason Mraz)
- Mucho dinero
- Waves
- Good men
- Cidade do amor
- Yo iré
- The key (Misery)
- Sister

## Fechas de la Gira
| Europa                   |                            |                 |                                            |
| 5 de octubre de 2015     | Praga                      | República Checa | Ópera Estatal de Praga                     |
| 10 de octubre de 2015    | Breslavia                  | Polonia         | Narodowe Forum Muzyki                      |
| 18 de octubre de 2015    | Viena                      | Austria         | Konzerthaus de Viena                       |
| 21 de octubre de 2015    | Ámsterdam                  | Países Bajos    | Paradiso (Grote Zaal)                      |
| 7 de noviembre de 2015   | Barcelona                  | España          | Palacio de la Música Catalana              |
| 15 de noviembre de 2015  | Madrid                     | España          | Teatro Circo Price                         |
| 29 de noviembre de 2015  | Las Palmas de Gran Canaria | España          | Auditorio Alfredo Kraus                    |
| 19 de diciembre de 2015  | Madrid                     | España          | Berlín Café                                |
| 12 de febrero de 2016    | Oporto                     | Portugal        | Coliseu do Porto                           |
| 13 de febrero de 2016    | Lisboa                     | Portugal        | Coliseu dos Recreios                       |
| 21 de febrero de 2016    | Copenhague                 | Dinamarca       | Koncerthuset                               |
| 23 de febrero de 2016    | Berlín                     | Alemania        | Astra Kulturhaus                           |
| 25 de febrero de 2016    | Zúrich                     | Suiza           | Kaufleuten                                 |
| 29 de febrero de 2016    | Budapest                   | Hungría         | Müpa Budapest                              |
| 4 de marzo de 2016       | Gotemburgo                 | Suecia          | Gothenburg Concert Hall                    |
| 6 de marzo de 2016       | Estocolmo                  | Suecia          | Sala de Conciertos de Estocolmo            |
| 12 de marzo de 2016      | Ankara                     | Turquía         | Congresium Ankara                          |
| 13 de marzo de 2016      | Estambul                   | Turquía         | Sala de Conciertos Cemal Reşit Rey         |
| Norteamérica             |                            |                 |                                            |
| 19 de marzo de 2016      | Berkeley                   | Estados Unidos  | Zellerbach Hall, UC Berkeley               |
| 20 de marzo de 2016      | Santa Cruz                 | Estados Unidos  | Kuumbwa Jazz Center                        |
| 24 de marzo de 2016      | Albuquerque                | Estados Unidos  | Outpost Performance Space                  |
| 26 de marzo de 2016      | Los Ángeles                | Estados Unidos  | Walt Disney Concert Hall                   |
| 30 de marzo de 2016      | Tijuana                    | México          | Centro Cultural Tijuana                    |
| 8 de marzo de 2016       | Ciudad de México           | México          | Teatro Metropólitan                        |
| 10 de abril de 2016      | Guadalajara                | México          | Teatro Diana                               |
| 22 de abril de 2016      | Miami                      | Estados Unidos  | Knight Concert Hall                        |
| 24 de abril de 2016      | Washington D. C.           | Estados Unidos  | Lisner Auditorium                          |
| 26 de abril de 2016      | Nueva York                 | Estados Unidos  | Carnegie Hall                              |
| 28 de abril de 2016      | Chicago                    | Estados Unidos  | Old Town School of Folk Music              |
| 1 de mayo de 2016        | Boston                     | Estados Unidos  | Berklee Performance Center                 |
| Europa                   |                            |                 |                                            |
| 13 de mayo de 2016       | San Sebastián              | España          | Kursaal                                    |
| 15 de mayo de 2016       | Bilbao                     | España          | Teatro Arriaga                             |
| 24 de mayo de 2016       | Fráncfort del Meno         | Alemania        | Alte Oper                                  |
| 3 de junio de 2016       | Bergen                     | Noruega         | Grieghallen                                |
| 4 de junio de 2016       | Bergen                     | Noruega         | Nattjazz 2016                              |
| Norteamérica             |                            |                 |                                            |
| 25 de junio de 2016      | Pittsburgh                 | Estados Unidos  | Pittsburgh JazzLive International Festival |
| Europa                   |                            |                 |                                            |
| 1 de julio de 2016       | Pécs                       | Hungría         | Zsolnay Fényfesztivál                      |
| 5 de julio de 2016       | Cracovia                   | Polonia         | ICE Kraków                                 |
| 7 de julio de 2016       | Szczecin                   | Polonia         | Ducal Castle, Szczecin                     |
| 17 de julio de 2016      | Ibiza                      | España          | Jardín de Las Dalias de Ibiza              |
| África                   |                            |                 |                                            |
| 23 de julio de 2016      | Hammamet                   | Túnez           | Théâtre de plein air de Hammamet           |
| Euroasia                 |                            |                 |                                            |
| 3 de agosto de 2016      | Kuşadası                   | Turquía         | Omega Arena                                |
| 5 de agosto de 2016      | Bodrum                     | Turquía         | Antik Tiyatro                              |
| 7 de agosto de 2016      | Estambul                   | Turquía         | Cemil Topuzlu Open-Air Theatre             |
| 9 de agosto de 2016      | Beirut                     | Líbano          | Palacio de Beiteddine                      |
| 11 de agosto de 2016     | Budapest                   | Hungría         | Sziget Festival                            |
| 13 de agosto de 2016     | Capdepera                  | España          | Torre de Canyamel S XIII                   |
| América del Sur          |                            |                 |                                            |
| 5 de septiembre de 2016  | Lima                       | Perú            | Gran Teatro Nacional del Perú              |
| 11 de septiembre de 2016 | Bogotá                     | Colombia        | Parque El Country                          |
| 16 de septiembre de 2016 | Barranquilla               | Colombia        | Barranquijazz                              |
| Norteamérica             |                            |                 |                                            |
| 8 de octubre de 2016     | Miami                      | Estados Unidos  | Fillmore Miami Beach                       |
| Europa                   |                            |                 |                                            |
| 28 de enero de 2017      | Dortmund                   | Alemania        | Konzerthaus Dortmund                       |